# Banantårta och tigerkaka
Banantårta och tigerkaka är den fjärde skivan med Trazan och Banarne från 1983. Skivan finns på vinyl och numera även strömmande musiktjänster som Spotify och Apple Music.

## Låtlista
1. Rogers sång
2. Djungelrock
3. Nicko & Pulver
4. Banarnes joddelkurs
5. Nicko & Pulver
6. Koftan
7. Musikkäppen
8. Flyttfågelsången
9. Nicko & Pulver
10. När vi lirar ucke
11. Vart har du vart Banarne
12. Bellman & Geten
13. Nicko & Pulver
14. Sången om Kalle
15. Nicko & Pulver
16. Grymta på
17. Vad bananerna tror på
18. Nicko & Pulver
19. Ängel
20. När jag var ung och vacker

### Fotnoter
1. ↑  ”Banantårta och tigerkaka”. Svensk mediedatabas. 21 februari 1983. http://smdb.kb.se/catalog/id/001889292. Läst 16 november 2015.